# توم بريغز (لاعب كرة قدم أمريكية)
توم بريغز (بالإنجليزية: Tom Briggs)‏ هو لاعب كرة قدم أمريكية أمريكي، ولد في 12 مايو 1970 في سيراكيوز في الولايات المتحدة.